# Festivalbar 1992
Il Festivalbar 1992 fu la ventinovesima edizione del Festivalbar. Si svolse in 13 puntate durante l'estate del 1992 ad Ascoli Piceno, Jesolo, Aprica, Marostica e Lignano Sabbiadoro, con finalissima nel consueto scenario dell'Arena di Verona trasmessa il 7 e 8 settembre da Italia 1.
Venne condotto da Gerry Scotti e Linda Lorenzi con la partecipazione di Niki Giustini.
Il vincitore assoluto fu Luca Carboni con la canzone Mare mare, mentre Roberto Vecchioni si impose nella sezione 33 giri con l'album Camper. 
La manifestazione era abbinata al concorso Miss estate.
Nella puntata finale venne mostrato in anteprima il videoclip Jam di Michael Jackson.

## Cantanti partecipanti
- Luca Carboni - Mare mare
- Roberto Vecchioni - Voglio una donna
- Roberto Vecchioni e Angelo Branduardi - Samarcanda
- Enrico Ruggeri - Peter Pan
- Luca Barbarossa - Senza amore
- Amedeo Minghi - I ricordi del cuore
- Swing Out Sister - Am I the Same Girl
- Eugenio Finardi - Nell'acqua
- Nino Buonocore - Il mandorlo
- Biagio Antonacci - Liberatemi
- Black Machine - Funky Funky People
- Ufo Piemontesi - Sabato pomeriggio
- Ten Sharp - You
- Tazenda - Preghiera semplice
- Fiordaliso - Dimmelo tu perché
- Roxette - How Do You Do!
- Héroes del Silencio - Entre dos tierras
- Mango - Mediterraneo
- Amii Stewart - Don't Be So Shy
- Paolo Vallesi - Sempre
- Turbo B - I Am Not Dead
- Snap! - Rhythm Is a Dancer
- Edoardo Bennato -  Il paese dei balocchi e Buon compleanno bambina
- Ligabue - Urlando contro il cielo
- Opus III - It's a Fine Day
- Double You - Please Don't Go
- Jovanotti - Non m'annoio
- 883 - Hanno ucciso l'Uomo Ragno
- Francesco Baccini - Giulio Andreotti
- Zucchero Fornaciari - Un'orgia di anime perse e L'urlo
- Gene Gnocchi and The Getton Boys - Gettoni e Giura che non è silicone
- Anna Oxa - Mezzo angolo di cielo
- Alice - In viaggio sul tuo viso
- Kris Kross - Jump
- Kim Wilde - Love Is Holy
- Tony Hadley - Lost in Your Love
- Statuto - Piera
- Scialpi - Sesso o esse
- Andrea Mingardi - Canterò
- Scarlett - Coprimi
- Belen Thomas - Toca la boca
- Andrea Mora - Perché lui
- Irene Fargo - Sabbia d'Africa
- Matia Bazar - Piccoli giganti
- Indecent Obsession - Kiss me
- Chaka Khan - Love you all my lifetime
- Ustmamò - Filikudi

## Sigla
La videosigla di questa edizione è la canzone di Edoardo Bennato Il paese dei balocchi.

## Organizzazione
- Fininvest

## Direzione Artistica
- Vittorio Salvetti